# Menhir von Rauischholzhausen
Der Menhir von Rauischholzhausen (auch Der Dicke Stein oder fälschlich auch Judenstein genannt) ist ein vorgeschichtlicher Menhir bei Rauischholzhausen, einem Ortsteil von Ebsdorfergrund im Landkreis Marburg-Biedenkopf in Hessen.

## Lage
Der Stein befindet sich etwa 500 m südlich von Rauischholzhausen an einem Feldweg. Er stand ursprünglich 200 m von hier entfernt auf dem Gebiet der Wüstung Breitenborn und war dort vielleicht in der Kirche verbaut, ähnlich wie der knapp 5 km entfernte Menhir von Roßberg oder der 11 km entfernte Menhir von Langenstein.

## Beschreibung
Der Menhir besteht aus Basalt. Er ist eckig und verjüngt sich nach oben. Der Stein hat eine Höhe von 120 cm, eine Breite von 110 cm und eine Dicke von 110 cm. Aufgrund seiner sekundären Verwendung weist er ein Riegelloch auf.